# Franz Wagner
Franz Wagner (23 settembre 1911 – Vienna, 8 dicembre 1974) è stato un calciatore e allenatore di calcio austriaco, di ruolo centrocampista.
Fu un simbolo del Rapid Vienna con cui vinse sette campionati austriaci – con cinque denominazioni differenti – tra cui uno da allenatore (1956) e il campionato tedesco nel 1941.

## Carriera

### Giocatore
Formatosi al Vienna Cricket and Football-Club, Wagner divenne una bandiera del Rapid Vienna, dove militò per diciannove anni con una sola interruzione, nella seconda guerra mondiale, al Markersdorf. In questo periodo vinse sei volte il campionato austriaco e, nel 1941, quello tedesco, oltre ad una Coppa d'Austria e una Coppa di Germania.
Giocò sia per la Nazionale austriaca che per quella tedesca, prendendo parte a due Mondiali (1934 e 1938) con due selezioni diverse.
Durante tutta la carriera segnò un solo gol.

### Allenatore
Allenò il Rapid Vienna nella stagione 1955-1956, portandolo alla conquista del campionato austriaco e alla finale di Coppa Mitropa.

## Palmarès

### Giocatore
- Campionato austriaco: 6

Rapid Vienna: 1934-1935, 1937-1938, 1939-1940, 1940-1941, 1945-1946, 1947-1948
- Coppa d'Austria: 1

Rapid Vienna: 1945-1946
- Campionato tedesco: 1

Rapid Vienna: 1940-1941
- Coppa di Germania: 1

Rapid Vienna: 1937-1938

### Allenatore
- Campionato austriaco: 1

Rapid Vienna: 1955-1956